# Morra De Sanctis
Morra De Sanctis, già Morra Irpino, è un comune italiano di 1 095 abitanti della provincia di Avellino in Campania.

## Geografia fisica

### Territorio
(Francesco De Sanctis, Un viaggio elettorale)
L'area comunale ha un'estensione complessiva di circa 30 kmq, passando dai 902 metri di Monte Calvario ai circa 450 dell'alveo dell'Ofanto.
Il territorio è costituito da una successione prevalentemente terrigena di età oligo-pliocenica. L'abitato del paese sorge a 860 m s.l.m. ed è edificato su terreni sedimentari conglomeratici del Pliocene superiore. Secondo alcuni studi del CNR sulla neotettonica, l'intera area morrese è da considerarsi in sollevamento.
Il comune è anche in parte attraversato dall'altopiano del Formicoso.
Morra De Sanctis confina con: Andretta, Conza della Campania, Guardia Lombardi, Lioni, Sant'Angelo dei Lombardi e Teora

### Idrografia[7]

#### Fiumi
Nel territorio di Morra De Sanctis scorre il fiume Ofanto, insieme ad altri tre affluenti dello stesso fiume: il torrente Sant'Angelo, che segna il confine comunale con Sant'Angelo dei Lombardi, il torrente Isca, che percorre il territorio comunale per intero, e il torrente Sarda, che nasce ad Andretta e segna il confine con Conza.

#### Laghi

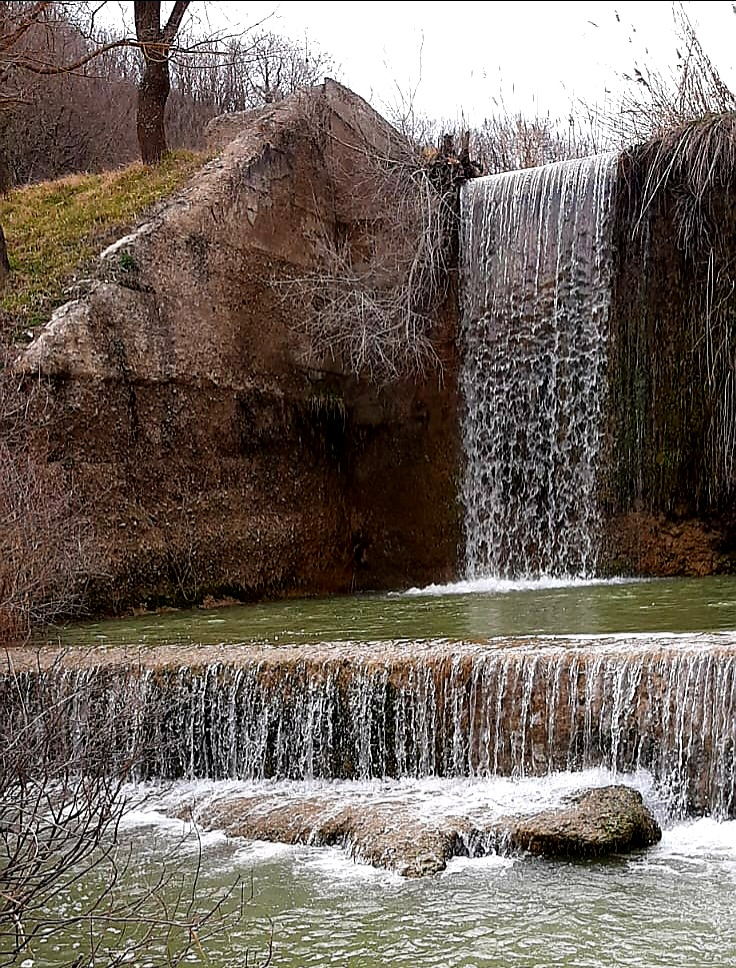
Cascata del lago Varnicola, formatasi grazie alla leggera corrente del lago verso lo sbarramento.

Il territorio conta tre piccoli laghi artificiali. Due di questi sorgono lungo il corso del torrente Isca, a nord il lago Gavaretta, e a sud il lago Varnicola. I due laghi sono stati creati per vari motivi, i principali sono l'agricoltura e il contenimento del limo. Infatti l'Isca, nella stagione delle piogge, quando andava in piena, era solito spazzare via violentemente tutto ciò che incontrava sulla strada, separando in due il comune. Fino al dopoguerra infatti non c'erano né ponti né argini e, quando pioveva, diventava molto difficile per la gente della campagna venire a Morra paese. Nel caso c'era qualche ferito, o morto da trasportare, si portava a Morra su una scala o una barella improvvisata chiamata “Vajàrdu”.
Il terzo, il lago La Sarda, è frutto di una lunga diga in cemento armato lungo il corso del torrente Sarda.
Tutti e tre i laghetti sono vittima del restringimento delle sponde causato dalla poca pulizia dei luoghi e dalla poca portata dei torrenti.

#### Sorgenti
La montagna sulla quale sorge il centro abitato è composta da pietre permeabili. L'acqua, a seguito delle precipitazioni, si infiltra nel terreno e, appena incontra uno strato d'argilla, scorre a lato della montagna. Proprio per questo, a Morra si contano ben 55 sorgenti, molte delle quali concentrate sul versante del torrente Isca, in una zona detta Fontanelle.

### Sismicità
Situato nel distretto sismico dell'Irpinia, Morra fu uno dei paesi colpiti terremoto del 23 novembre 1980 con 47 morti.
- Classificazione sismica: zona 1 (alta sismicità)[11]

## Geografia Antropica

### Contrade[12]
Morra nel suo territorio conta numerose zone e contrade, molte delle quali abitate in piccoli centri abitati. Le principali sono:
Angiluni, Arcoli, Bosco, Cappella, Caputi (Chiancheroni), Castellari, Castiglione, Cervino, Chiani, Cupa, Feudo, Fontanelle, Gavarretta, Mattinelle, Mauruni, Musciulunara, Orcomone Uregori, Orcomone, Ortere, Pescara, Piano Cirasulo, Piano dei Tivoli, Piscelu, Puzzu de trattu, Roccomanzi, Santa Costanza, Santa Lucia, Santa Regina, Selvapiana, Serre di mezzo, Varnicola, Viticeto.
I nomi delle contrade sono definiti per varie categorie: caratteristiche fisiche e morfologiche (li Chiani, Piano Cerasulo, Fontanelle, Bosco…), attività e azioni che venivano compiute lì (Scannacrape, Pescara…), Santi (Santa Lucia, Santa Costanza, Santa Regina…), nomi riferiti a riferimenti storici (Feudo, Castiglione…) e soprattutto nomi e soprannomi di famiglie (Caputi, Angiluni, Li trenta, Roccomanzi, Mauruni…) 

## Origini del nome
Contrariamente a quanto potrebbe apparire il nome del paese "Morra" non deriva dall'omonima famiglia feudataria del luogo (principi Biondi-Morra), bensì dal toponimo, che indica "altura", "monticello", "cumulo di pietre". La radice mor/murm che significa appunto “cumulo di pietre” trova riscontro nel gallese mur, nello spagnolo moron, nel celtico moran e nel latino murus. Quindi "Morra" indica un luogo costruito su di un’altura, su una zona rocciosa. In dialetto morrese la parola murricine peraltro significa "mucchio di pietre".

## Storia
Le origini di Morra sono molto antiche. I reperti archeologici di cui abbondano le sue campagne e gli scavi condotti dalla Soprintendenza ne provano l'esistenza già al tempo della "Cultura di Oliveto Cairano" che si sviluppò tra il IX e il VI secolo a.C. nell'alta valle dell'Ofanto e del Sele. Caratteristici bronzi di questo periodo sono i bracciali ad arco inflesso, le fibule a navicella, gli artistici pendagli zoomorfi. Molto interessanti le ceramiche rinvenute nella necropoli di Piano Cerasulo decorate con teste di lupo.
La quantità e la qualità del materiale rinvenuto testimoniano la continuità di un significativo insediamento sannitico; il paese si conferma un sito di importanza strategica anche in epoca romana grazie alla presenza di una diramazione dell'Appia che da Guardia Lombardi, attraverso le contrade di Papaloia, Montecastello e Selvapiana portava fino a Conza, che era il feudo-castello di Castiglione di Morra, scomparso alla fine del XIII secolo.
Nel IX secolo il paese fu presidio fortificato tra i due principati longobardi di Salerno e Benevento, e per la sua posizione strategica sull'Ofanto venne continuamente coinvolto nella guerra tra longobardi, bizantini e saraceni. Dal periodo normanno fino al 1385 Morra fu feudo dell'omonima famiglia baronale e conobbe momenti di notevole espansione territoriale: all'inizio del '200 i feudi di Morra comprendevano, oltre alle terre del Cilento, anche Teora, Sant'Angelo dei Lombardi, Lioni giungendo fino a Vallata e Frigento, dove ancora oggi resistono i ruderi di una rocca detta "Il Pesco di Morra".
Passato poi agli Zurlo ed ai Caracciolo, il paese tornò sotto il dominio dei Morra dal 1618 fino all'abolizione della feudalità (1806). La peste del 1656 sfiorò senza danni il paese ed infiammò negli abitanti la devozione per San Rocco, la cui festa patronale viene qui celebrata il 23 agosto. Nel quadriennio 1743-46 il suo territorio fu soggetto alla giurisdizione del regio consolato di commercio di Ariano, nell'ambito della provincia di Principato Ultra. A seguito dei moti rivoluzionari del 1820-1821 ben otto patrioti morresi vennero esiliati dal re Ferdinando e tra questi due zii del De Sanctis. Nel 1837 a Morra arrivò il colera, ma anche stavolta il paese ne uscì indenne finché una nuova epidemia, nel 1854, uccise novanta morresi in meno di due mesi.
Nel 1934, la denominazione originaria del comune fu variata in Morra De Sanctis, in onore del letterato Francesco De Sanctis, originario del luogo.

### Simboli

L'arme di Morra De Sanctis

Non si hanno notizie certe sullo stemma di Morra. Si sa solo con certezza che deriva da un sigillo risalente al XVII secolo. Nell'arme, piuttosto inusuale, vi è un uomo, chi sia con precisione, non si sa. Forse può essere identificato in Marco Antonio Morra, appartenente alla nobile famiglia del feudo di Morra, generale dell'esercito spagnolo. Acquistò il feudo di Morra alla famiglia pagando 22000 ducati a Caterina Caracciolo. È vestito in abiti rinascimentali e mantiene in mano uno scettro, simbolo di potere e di controllo, e un libro, simbolo di cultura e rispetto della legge. 
Il gonfalone è un drappo di azzurro.

## Società

### Evoluzione demografica
Abitanti censiti

## Monumenti e luoghi d'interesse

### Architetture religiose

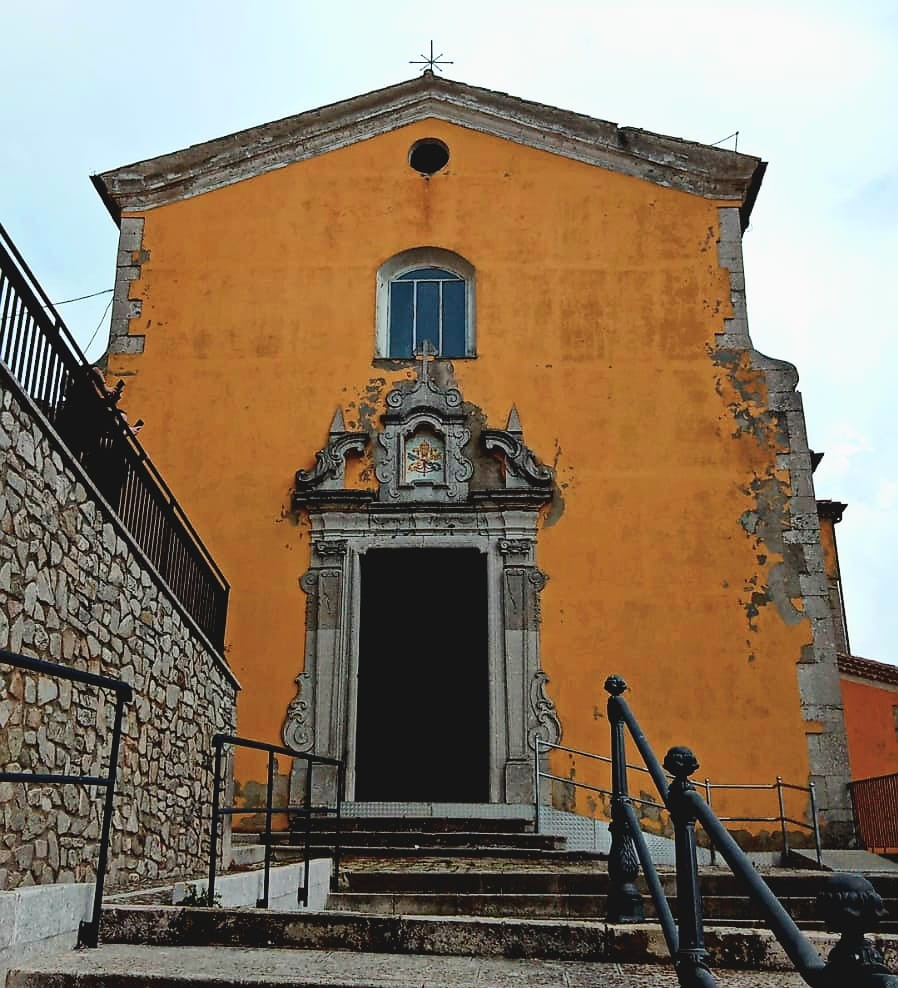
Facciata della Chiesa Madre dei Santi Pietro e Paolo.

- Facciata della Chiesa Madre dei Santi Pietro e Paolo.Chiesa Madre dei Santi Pietro e Paolo (XI secolo), caratterizzata dalla sua unica navata, dalla pianta a croce latina e dalla sua mole massiccia che la rende ben visibile da lontano. Il terremoto del 1980 provocò danni così tanto ingenti da richiedere un intervento di restauro attento e lunghissimo, durato ben 24 anni. La sua riapertura al culto avvenne il 1 maggio 2004.[19]
- Chiesa di San Rocco (XVII secolo): Sorge nell'omonima piazza, nella parte bassa del paese, e al seguito del terremoto del 1980 sui suoi resti l'arciprete, Don Raffaele Masi, si adoperò affinché venisse costruito un tempio sacrario per tutte le vittime del terremoto. Si apre ai fedeli con tre portali d'ingresso cui corrispondevano tre navate; le due laterali, più piccole, si affiancavano a quella centrale con un motivo a tre arcate e terminavano a circa tre quarti dalla navata principale per lasciar posto sul fondo, ai due lati dell'abside, al campanile e alla sacrestia. Fu innalzata dopo la peste del 1656 come ringraziamento per lo scampato pericolo. Un antico documento racconta: ''La cappella di San Rocco edificata nel tempo del passato contagio, dove è la statua di detto Santo e di Santo Vito, quale cappella non detiene nessuna rendita eccetto l'elemosina''.[20]
- Chiesa della Madonna di Montecastello: la prima pietra per l'edificazione della Chiesa fu posata il 16 giugno 1902. La storia narra che la costruzione del tempio ebbe inizio in seguito ad una serie di apparizioni in sogno della Madonna a vari contadini morresi, ed in particolare al vecchio Aniello Pennella.[21]

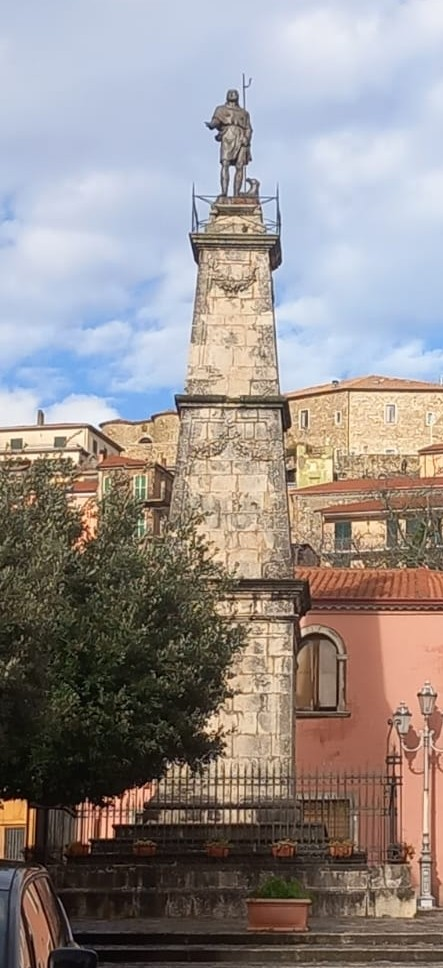
La guglia di San Rocco, il monumento dedicato al Santo Protettore del paese.

- La guglia di San Rocco, il monumento dedicato al Santo Protettore del paese.Santuario di Santa Lucia: È un'antica chiesa campestre, già citata a fine 500 nelle Relazioni ad limina dei vescovi di S. Angelo e Bisaccia. Distrutta dal terremoto del 1732 e subito ricostruita dai fedeli, restaurata un'ennesima volta nel 1839 e infine nel 2005, è al centro dell'omonima fiera del 13 dicembre.[22] Nel 2020 viene eretta a santuario diocesano.
- Guglia di San Rocco: Su di essa è poggiata la statua in bronzo di San Rocco da Montepellier, patrono di Morra De Sanctis, fu prodotta dallo scultore napoletano Gennaro Calì e fu commissionata dal Re Ferdinando II di Napoli in persona. Venne portata a termine nel 1852. Il lavoro fu offerto gratuitamente dai popolani. Le pietre furono prese da una cava nelle campagne di Morra in contrada Viticeto. Il monumento costò 341,96 ducati. La base quadrangolare ha ogni lato di m 6,50, l'altezza del monumento, compresa la statua è di m. 16,08, altezza della sola statua m 2,80. Poiché mancava una strada adeguata, fu trasportata a Morra con un traino soltanto nel 1880, quando fu costruita la strada nuova.[23]

### Architetture civili
- Castello dei Principi Biondi-Morra (VII secolo).
- Palazzo Molinari (XVIII secolo).
- Casa natale di Francesco De Sanctis, scrittore, critico letterario, politico e filosofo italiano. Ubicata in fondo al vicolo De Sanctis, vi nacque il 28 marzo 1817 Francesco De Sanctis da Alessandro De Sanctis e Maria Agnese Manzi, una famiglia di piccoli proprietari terrieri.[24]

### Aree naturalistiche
Area Paesaggistica Lago Varnicola
Il lago Varnicola è un laghetto artificiale creato da uno sbarramento permanente in calcestruzzo sul Torrente Isca, uno degli affluenti dell'Ofanto. I suoi canneti, l'acqua pulita e ossigenata, la non eccessiva profondità e tanti altri fattori positivi, lasciano pensare che il lago offra ambienti ideali per la vita e la riproduzione di molte specie di pesci. L'acqua del lago, apparentemente ferma, è sottoposta a una leggera corrente in direzione della cascata originata dallo sbarramento.

## Cultura

### Musei
- Antiquarium, il museo civico situato nel Castello Biondi-Morra, custodisce i corredi funebri della necropoli sannitica di Piano Cerasulo e i reperti emersi dagli scavi archeologici in località Piano di Tivoli, risultati delle ricerche condotte tra il 1979 e il 1985.
- Casa-museo Francesco De Sanctis, allestita nell'ambito delle iniziative del Parco Letterario F. De Sanctis (1999/2001), ospita una piccola raccolta di memorie e cimeli desanctisiani.

### Altro
Dal 2012, ad agosto o novembre, si svolge il festival cinematografico Cinema al Castello, presso il Castello dei Principi Biondi Morra o presso il Palazzo Molinari.

## Infrastrutture e trasporti

### Strade
Il comune è interessato dalla strada statale 7 dir e dalla strada provinciale 102.

### Ferrovie
Il comune è servito dalla stazione di Morra De Sanctis-Teora, sulla ferrovia Avellino-Rocchetta Sant'Antonio, attiva per soli treni storici e/o turistici.

### Mobilità urbana
Il comune è collegato ai centri limitrofi da autolinee di AIR Campania.

## Amministrazione

### Sindaci
| Periodo        | Periodo          | Primo cittadino        | Partito                           | Carica  | Note |
| -------------- | ---------------- | ---------------------- | --------------------------------- | ------- | ---- |
| 21 aprile 1946 | 6 settembre 1947 | Amedeo Ricciardi       | Lista del Bue                     | Sindaco |      |
| 1947           | 1950             | Gerardo Di Santo       |                                   | Sindaco |      |
| 1950           | 1952             | Carmine De Rogatis     |                                   | Sindaco |      |
| 1952           | 1955             | Domenico Donatelli     |                                   | Sindaco |      |
| 1955           | 1960             | Alfredo De Luca        |                                   | Sindaco |      |
| 1960           | 1965             | Alfredo De Luca        |                                   | Sindaco |      |
| 1965           | 1968             | Francesco De Rogatis   |                                   | Sindaco |      |
| 1968           | 1980             | Gerardo Di Santo       |                                   | Sindaco |      |
| 1980           | 1984             | Rocco Pagnotta         |                                   | Sindaco |      |
| 1984           | 1985             | Rocco Pasquale         |                                   | Sindaco |      |
| 1985           | 1990             | Gerardo Di Santo       |                                   | Sindaco |      |
| 1990           | 1995             | Gerardo Di Santo       |                                   | Sindaco |      |
| 1995           | 1999             | Rocco Di Santo         | PPI                               | Sindaco |      |
| 1999           | 2004             | Rocco Di Santo         | Popolari                          | Sindaco |      |
| 2004           | 2009             | Gerardo Capozza        | La Margherita                     | Sindaco |      |
| 2009           | 2014             | Gerardo Capozza        | lista civica                      | Sindaco |      |
| 2014           | 2019             | Pietro Gerardo Mariani | lista civica                      | Sindaco |      |
| 2019           | 2024             | Vincenzo Di Sabato     | lista civica "Orgoglio Morrese"   | Sindaco |      |
| 2024           | in carica        | Fiorella Caputo        | lista civica "Siamo Morra Libera" | Sindaco |      |

### Altre informazioni amministrative
Il territorio fa parte della Comunità montana Alta Irpinia.

## Sport

### Calcio
La principale squadra di calcio è stata il Morra United del patron Buscetto ed ha militato in Terza Categoria. Tuttavia, durante la stagione 2001-02, a vincere il primo ed unico campionato fu una denominazione diversa: ASD US Morra De Sanctis guidata dall' "Antonio Conte irpino", Camillo De Luca. Durante la stagione 2009-10 si è classificata 4ª. Dopo un periodo di assenza nel mondo calcistico, nel 2019 si è riformato il Morra United. Nella stagione 2023-24 si forma il 3R Morra del presidente Pietro Giulio Raffa, mentre nella stagione 2024-25 nasce la società ASD Morra De Sanctis, guidata dal presidente Donato Caputo, militante nel campionato di Terza Categoria D.P. di Avellino.